# Александру-Влахуце (Васлуй)
Александру-Влахуце (рум. Alexandru Vlahuță) — село у повіті Васлуй в Румунії. Адміністративний центр комуни Александру-Влахуце.
Село розташоване на відстані 251 км на північний схід від Бухареста, 24 км на південь від Васлуя, 81 км на південь від Ясс, 115 км на північ від Галаца.

## Населення
За даними перепису населення 2002 року у селі проживали 802 особи, усі — румуни. Усі жителі села рідною мовою назвали румунську.

## Відомі особистості
В поселенні народився:
- Александру Влахуце (1858—1919) — румунський поет і прозаїк, на честь якого перейменовано село.